# ارس آزور
ارس آزور (نام علمی: Juniperus brevifolia) نام یک گونه از سرده ارس است.